# Lisa Atangana
Lisa Chavelie Atangana Belibi, née le 3 octobre 1997, est une handballeuse camerounaise. Elle mesure 1,74 m.
Elle évolue au poste d'arrière droite avec le club d'Anglet Biaritz, en France. Elle fait également partie de l'équipe du Cameroun, avec laquelle elle participe au championnat du monde 2017 en Allemagne,,.

## Palmarès

### En équipe nationale
- 20e place au Championnat du monde 2017